# Shinobu Kaitani
Shinobu Kaitani (甲斐谷忍, Kaitani Shinobu), né à Kagoshima le 24 septembre 1967, est un mangaka japonais, principalement connu pour ses œuvres One Outs et Liar Game.